# Flekkefjord
Flekkefjordⓘ ist eine Kommune im norwegischen Fylke Agder. Die Kommune hat 9329 Einwohner (Stand: 1. Januar 2025). Verwaltungssitz ist die gleichnamige Stadt Flekkefjord.

## Geografie

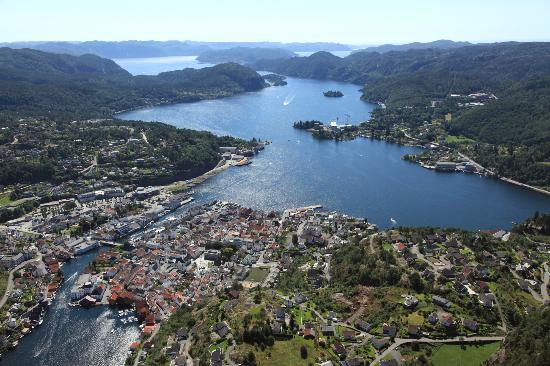
Blick auf Flekkefjord

Die Gemeinde liegt im Südwesten des Fylkes Agder an der Nordseeküste. Flekkefjord grenzt an Sirdal in Norden, Kvinesdal im Osten, Farsund im Südosten, Sokndal im Südwesten und Lund im Westen. Die Grenzen zu Sokndal und Lund stellen zugleich die Grenze zwischen den Fylkern Agder und Rogaland dar. Im östlicheren Küstenabschnitt von Flekkefjord schneidet sich der Fjord Stolsfjorden, ein Seitenarm des Listafjords, in nördlicher Richtung in die Kommune ein. An der Küste des inneren Fjordbereichs liegt die Stadt Flekkefjord. Zur Gemeinde gehören mehrere Inseln, die größten sind die Inseln Hidra und die Andabeløya.
Durch die Kommune fließt in Nord-Süd-Richtung der Fluss Sira. Er kommt von der nördlicher gelegenen Gemeinde Sirdal, fließt dort in den in seiner Nord-Süd-Ausdehnung langgestreckten See Sirdalsvatnet, an dessen Südufer der Fluss weiterfließt. An diesem Punkt liegt auch die Ortschaft Sira. Der Fluss Sira fließt ein kurzes Stück in südwestlicher Richtung, bevor er in den auf der Grenze zu Lund gelegenen See Lundevatnet mündet. Bei der Stadt Flekkefjord liegen die beiden Seen Selura und Grisefjorden, von letzterem fließt der kurze Fluss Elva ab, der durch die Stadt führt und ins Meer mündet.
An der Küste fällt das Terrain teilweise steil ab, weiter im Landesinneren befinden sich Erhebungen mit über 500 moh. Die Erhebung Tomlongsheia stellt mit einer Höhe von 683,04 moh. den höchsten Punkt der Kommune Flekkefjord dar. Der Berg liegt im Nordwesten, nahe den Grenzen zu Lund und Sirdal.

## Einwohner
Die Bevölkerung konzentriert sich zu einem gewissen Grad auf die südlicheren Gebiete. Im Verlauf des 20. Jahrhunderts gab es nur einen geringen Anstieg der Einwohnerzahlen, von 1910 bis 2020 stieg sie um etwa fünf Prozent an. Innerhalb der einzelnen Gemeindebereiche kam es zu stärkeren Schwankungen. Die Insel Hidra, in der die Fischerei prägend war, musste einen stärkeren Bevölkerungsrückgang verzeichnen. In der Gemeinde liegen zwei sogenannte Tettsteder, also zwei Ansiedlungen, die für statistische Zwecke als eine städtische Siedlung gewertet werden. Diese sind die Stadt Flekkefjord mit 6231 und Sira mit 581 Einwohnern (Stand: 1. Januar 2024).
Die Einwohner der Gemeinde werden Flekkefjæring genannt. Offizielle Schriftsprache ist wie in einigen weiteren Kommunen in Agder Bokmål, also die weiter verbreitete der beiden norwegischen Sprachformen.
| Jahr          | 1986 | 1990 | 1995 | 2000 | 2005 | 2010 | 2015 | 2020 | 2025 |
| ------------- | ---- | ---- | ---- | ---- | ---- | ---- | ---- | ---- | ---- |
| Einwohnerzahl | 8825 | 8785 | 8821 | 8851 | 8878 | 9003 | 9069 | 9028 | 9329 |

## Geschichte

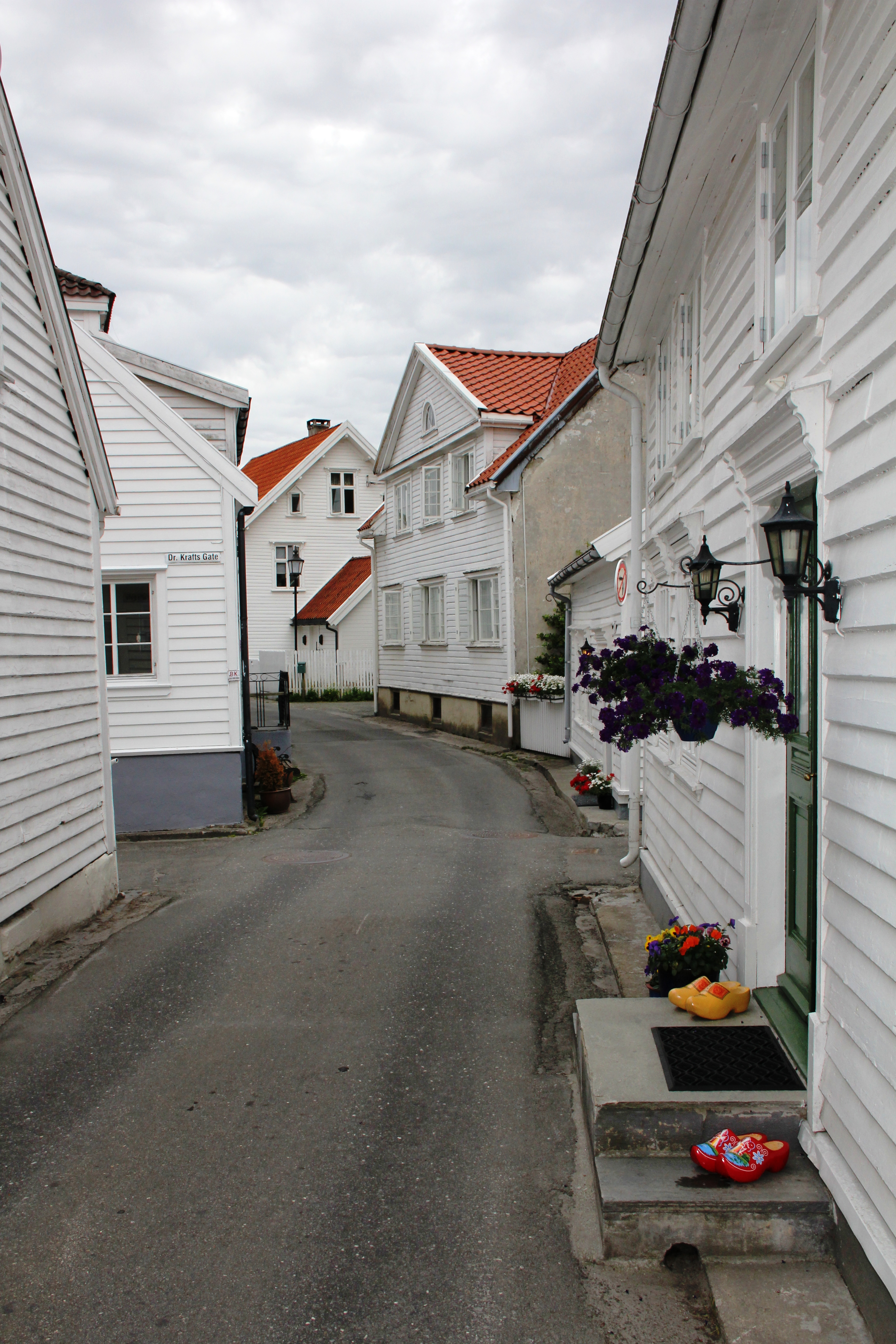
Straße in Flekkefjord mit Holzbebauung

Im 17. Jahrhundert wurde in Flekkefjord der Holzhandel mit Händlern aus den Niederlanden etabliert. Die Hollenderbyen (deutsch: Holländerstadt), ein aus Holzhäusern zusammengesetztes Gebiet in der Stadt Flekkefjord, erinnert heute noch daran. Es ist noch ein größerer Teil der alten Bebauung erhalten. Flekkefjord erhielt mit der Zeit besondere Handelsprivilegien und wurde 1660 Ladested. Im 19. Jahrhundert wurde zudem die Fischerei zu einer bedeutenden Einnahmequelle aus dem Handel. Auch die Gerberei und der Schiffbau gewannen mit der Zeit an Bedeutung. Im Jahr 1842 erhielt die Stadt den Titel Kjøpstad.
Im Jahr 1942 wurde ein von 377 Einwohnern bewohntes Gebiet der damaligen Kommune Nes an Flekkefjord überführt. Zum 1. Januar 1965 wurden schließlich die Kommunen Flekkefjord, Hidra, Nes, Gyland und Teile von Bakke zur neuen Kommune Flekkefjord zusammengelegt. Flekkefjord hatte zuvor 3163 Einwohner, es kamen 1277 aus Hidra, 2757 aus Nes, 691 aus Gyland und 925 aus Bakke hinzu. Von Bakke war im Jahr 1849 Sirdal mit damals 1804 Einwohnern abgespalten worden, zum Jahresende 1893 war zudem Gyland mit 1368 Einwohnern aus Bakke hervorgegangen. Bakke verblieb damals mit 1085 Personen. Die beiden Kommunen Hidra und Nes waren am 8. Oktober 1893 gegründet worden, als es zu einer Aufspaltung von Nes og Hidra kam. Zu einer erneuten kleineren Änderung kam es am 1. Januar 1987, als ein von 41 Personen bewohntes Gebiet von Flekkefjord an Sirdal überführt wurde. Bis zum 31. Dezember 2019 gehörte Flekkefjord dem damaligen Fylke Vest-Agder an. Dieses ging im Zuge der Regionalreform in Norwegen in das zum 1. Januar 2020 neu geschaffene Fylke Agder über.
In der Gemeinde stehen mehrere Kirchen. Die Flekkefjord kirke ist eine Holzkirche mit achteckigem Grundriss aus dem Jahr 1833. Als Architekt war Hans Ditlev Franciscus von Linstow tätig, der unter anderem auch das Königliche Schloss Oslo entwarf. Vom Architekten Christian Heinrich Grosch, der auch das Hauptgebäude der Universität Oslo schuf, stammt der Entwurf der Hidra kirke. Sie wurde 1854 eingeweiht und ist ebenfalls eine Holzkirche mit achteckigem Grundriss. Weitere Kirchen sind die Gyland kirke und die Bakke kirke.

## Wirtschaft und Infrastruktur

### Verkehr

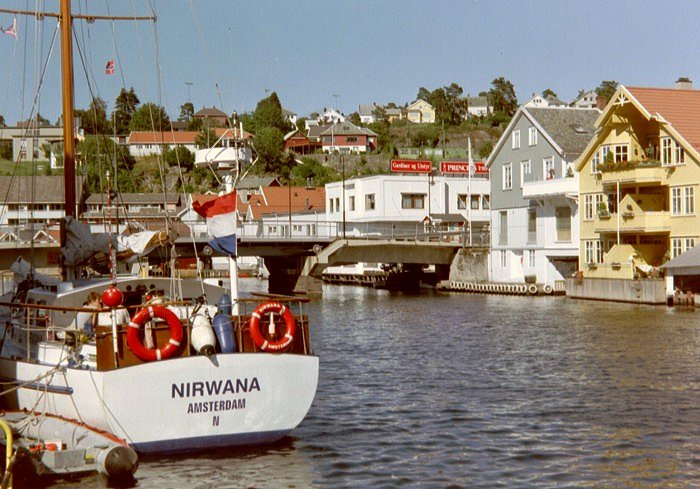
Hafen von Flekkefjord, 1999

Von Osten kommend führt die Europastraße 39 (E39) durch die Kommune Flekkefjord zur gleichnamigen Stadt. Dort knickt sie in den Norden ab und führt am Ostufer des Sees Lundevatnet entlang, bevor sie in die Gemeinde Lund übergeht. Die E39 stellt die Verbindung zu Kristiansand an der etwas östlicheren Südküste Norwegens her. Westlich von Flekkefjord führt die Europastraße an die Westküste Norwegens, wo sie unter anderem eine Anbindung an die Städte Bergen und Trondheim herstellt. Mehrere Straßen wie etwa der Fylkesvei 44 und der Fylkesvei 467 münden in der Gemeinde in die E39. Ersterer stellt nahe der Südküste die Verbindung ins westliche Gemeindegebiet und zur Gemeinde Sokndal her, bevor er bei der Stadt Flekkefjord in die E39 übergeht. Der Fylkesvei 467 verläuft vom Südufer des Sirdalsvatnet zur E39 und bindet somit den Ort Sira an die E39 an. Die Bakke bru etwas südlich von Sira ist eine Straßenbrücke aus den 1840er-Jahren. Die Brücke ist Teil des Straßenabschnitts Tronåsen, der heute vor allem für touristische Zwecke genutzt wird und früher in die Westländische Hauptstraße (Vestlandske hovedvei) einging.
Durch die Kommune verläuft die Bahnlinie Flekkefjordbanen, die ab 1904 betrieben wurde. Der Bahnhof in Sira wurde 1943 eröffnet, als die Linie Sørlandsbanen bis nach Moi in Lund verlängert wurde. Durch die Eröffnung der Strecke wurde die zwischen Flekkefjord und Sira zu einer Nebenstrecke. Der normale Verkehr auf der Strecke zwischen Flekkefjord und Sira wurde nach einem Parlamentsbeschluss aus dem Jahr 1991 eingestellt, ein Eisenbahn-Draisinen-Verkehr für touristische Zwecke blieb erhalten.

### Wirtschaft
Flekkefjord gilt als Fischereikommune, wobei ein Teil der Einnahmen aus der Fischzucht stammt. In der Landwirtschaft sind vor allem kleinere Höfe mit Tierhaltung typisch. Im Landesinneren werden vor allem Schafe gehalten. Ein bedeutender Industriezweig der Gemeinde ist der Maschinenbau. Auch die Metallwarenindustrie ist für einen größeren Teil an Arbeitsplätzen in der Region verantwortlich. Die Stadt Flekkefjord fungiert als Handels- und Dienstleistungszentrum für die Gegend. Dort wird auch die Zeitung Agder Flekkefjords Tidende herausgegeben. Das größte Wasserkraftwerk der Gemeinde ist das 1971 in Betrieb genommene Kraftwerk Åna-Sira mit einer durchschnittlichen Jahresproduktion von etwa 667 GWh in den Jahren 1981 bis 2010. Im Jahr 2021 arbeiteten von rund 4400 Arbeitstätigen etwa 3200 in Flekkefjord selbst, der Rest verteilte sich auf Kommunen wie Kvinesdal und Lund.

## Name und Wappen

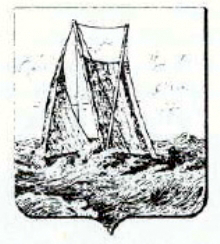
Altes Wappen

Das seit 1899 offizielle Wappen der Kommune zeigt ein rotes Lotsenboot auf gelbem Hintergrund. Der Name Flekkefjord leitet sich vom Ortsnamen Flikka ab, die genaue Bedeutung dessen ist nicht gesichert.

## Persönlichkeiten
- Søren Abildgaard (1718–1791), dänischer Naturwissenschaftler, Autor und Illustrator
- Marie Helene Aarestrup (1826–1919), Genre-, Porträt- und Tiermalerin
- Peter Waage (1833–1900), Chemiker
- Christian Meyer Ross (1843–1904), Genre- und Historienmaler
- Anders Beer Wilse (1865–1949), Fotograf
- Sverre Anker Ousdal (* 1944), Schauspieler
- Ingunn Foss (* 1960), Politikerin
- Anne Tønnessen (* 1974), Fußballspielerin
- Eirik Verås Larsen (* 1976), Kanute
- Håvard Tvedten (* 1978), Handballspieler
- Tor Henning Hamre (* 1979), Fußballspieler
- Gisle Meininger Saudland (* 1986), Politiker
- Anja Lauvdal (* 1987), Jazz- und Improvisationsmusikerin
- Eman Markovic (* 1999), bosnischstämmiger norwegischer Fußballspieler